# 大切列姆尚河
大切列姆尚河是俄羅斯的河流，位於萨马拉州、韃靼斯坦共和國、烏里揚諾夫斯克州，是伏爾加河的左支流，毗鄰季米特洛夫格勒，河道全長336公里，流域面積11,500平方公里，最終注入古比雪夫水庫。
54°10′10″N 49°32′44″E / 54.16944°N 49.54556°E